# Benjamin Franklin Meyers

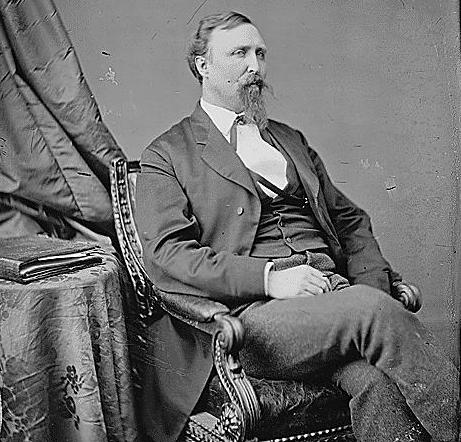
Benjamin Franklin Meyers

Benjamin Franklin Meyers (* 6. Juli 1833 bei New Centerville, Somerset County, Pennsylvania; † 11. August 1918 in Harrisburg, Pennsylvania) war ein US-amerikanischer Politiker. Zwischen 1871 und 1873 vertrat er den Bundesstaat Pennsylvania im US-Repräsentantenhaus.

## Werdegang
Benjamin Meyers besuchte die Somerset Academy und das Jefferson College in Canonsburg. Nach einem anschließenden Jurastudium und seiner 1855 erfolgten Zulassung als Rechtsanwalt begann er in diesem Beruf zu arbeiten. Gleichzeitig schlug er als Mitglied der Demokratischen Partei eine politische Laufbahn ein. Zwischen 1864 und 1900 nahm er als Delegierter an insgesamt sieben Democratic National Conventions teil. Im Jahr 1864 war er Abgeordneter im Repräsentantenhaus von Pennsylvania. Außerdem gab er in Bedford und später in Harrisburg Zeitungen heraus.
Bei den Kongresswahlen des Jahres 1870 wurde Meyers im 16. Wahlbezirk von Pennsylvania in das US-Repräsentantenhaus in Washington, D.C. gewählt, wo er am 4. März 1871 die Nachfolge des Republikaners John Cessna antrat, den er bei der Wahl geschlagen hatte. Da er im Jahr 1872 gegen Cessna verlor, konnte er bis zum 3. März 1873 nur eine Legislaturperiode im Kongress absolvieren.
Zwischen 1886 und 1891 fungierte Benjamin Meyers als Posthalter in Harrisburg. In dieser Stadt gab er auch die Zeitung Daily Star Independent heraus. Außerdem war er mit der dortigen öffentlichen Versorgung befasst. Er starb am 11. August 1918 in Harrisburg, wo er auch beigesetzt wurde.